# Bernd Römer (Jurist)
Bernd Peter Hubertus Römer (* 29. Dezember 1968 in Wuppertal) ist ein deutscher Rechtsanwalt und Schauspieler.

## Leben
Nach seinem Abitur am Gymnasium in Bergkamen absolvierte Bernd Römer von 1989 bis 1995 ein Studium der Rechtswissenschaften in Passau, Toulouse und Köln. Er schloss sein Erstes Juristisches Staatsexamen ab und war von 1997 bis 2000 Referendar in Köln und Israel. Anschließend absolvierte er ein fünfmonatiges Praktikum bei der Europäischen Kommission in Brüssel bei der Generaldirektion Wettbewerb. Im April 2000 wurde er als Rechtsanwalt zugelassen.
Bernd Römer war als wissenschaftlicher Mitarbeiter im Kölner Büro der Kanzlei Oppenhoff & Rädler und danach im Bundestagsbüro des damaligen Bundesverkehrsministers Matthias Wissmann tätig. Nach seiner Zulassung als Rechtsanwalt war er auf den Gebieten vor allem des Straf- und Zivilrechts tätig. Von 2010 bis 2016 beriet er als Mitglied des Legal-Advisory-Teams den ehemaligen Präsidenten der Republik Srpska, Radovan Karadžić, in dessen Prozess vor dem Internationalen Strafgerichtshof für das ehemalige Jugoslawien (ICTY) in Den Haag.
Daneben arbeitete er lange beim Fernsehsender Sat.1. In der Sendung Richterin Barbara Salesch spielte er von Herbst 2000 bis Frühjahr 2012 die Rolle des Staatsanwaltes. Ab und zu trat er auch als Leitender Oberstaatsanwalt bei Niedrig und Kuhnt auf. In Familien-Fälle, dem Nachfolgeformat der Sendung Richterin Barbara Salesch, trat er ab Frühjahr 2012 weiterhin auf, diesmal als Zivilrechtsanwalt. In dessen Nachfolgeformat Anwälte im Einsatz ist er weiterhin als Zivilrechtsanwalt zu sehen. Laut eigenen Angaben in der Sendung Das perfekte Promi-Dinner im Sender VOX vom 8. Februar 2009 besitzt Römer Kanzleien im Ruhrgebiet und in Köln. 2015 eröffnete er eine Zweigstelle in Berlin; im Jahr 2017 verlegte er seine Kanzlei ganz in die Hauptstadt und ist weiterhin in den Gebieten Straf- und Zivilrecht tätig. Dort gründete er gemeinsam mit drei Kollegen, u. a. Rechtsanwalt Giorgio Forliano, die Kanzlei HEGEWERK Rechtsanwälte. 2020 kehrte er mit einer Hauptrolle im Scripted-Reality-Format Zugriff Berlin – Team Römer ermittelt ins Fernsehen zurück.
Seit 2022 wirkt er in Barbara Salesch – Das Strafgericht bei RTL erneut als Oberstaatsanwalt mit.

## Filmografie
- 2000–2012: Richterin Barbara Salesch (Sat.1)
- 2003–2014: Niedrig und Kuhnt – Kommissare ermitteln (Sat.1)
- 2007: Pastewka (Sat.1)
- 2009: Das perfekte Promi-Dinner (VOX)
- 2009: TV total (ProSieben)
- 2010: Da wird mir übel (ZDFneo)
- 2012–2013: Familien-Fälle (Sat.1)
- 2013–2015: Anwälte im Einsatz (Sat.1)
- 2020: Zugriff Berlin – Team Römer ermittelt (Sat.1)
- seit 2022: Barbara Salesch – Das Strafgericht (RTL), als Oberstaatsanwalt[3]